# 日置市立妙円寺小学校
日置市立妙円寺小学校（ひおきしりつみょうえんじしょうがっこう）は、鹿児島県日置市伊集院町妙円寺一丁目にある市立小学校。

## 概要
日置市の中央部に位置する妙円寺団地にある小学校であり、周辺には住宅団地が広がっている。

## 沿革
- 1984年（昭和59年）4月1日 - 伊集院町立妙円寺小学校として設置される[1]。
- 2005年（平成17年）5月1日 - 伊集院町が吹上町、日吉町、東市来町と新設合併し日置市となり、日置市立妙円寺小学校に改称。

## 校区
- 日置市伊集院町妙円寺一丁目から三丁目の全域

## 制服・体操服
- 男女に共通して濃いグレーのセカンドボタンの襟なし上着を着用（冬のみ）。ボトムは男子は濃いグレーの半ズボン、女子は濃いグレーの吊りスカート。夏と冬用がある。インナーは学校指定の白いシャツ・ブラウスがあるが、市販のポロシャツを着用してもよい。
- 体操服はトップは白の丸首シャツで、半袖と長袖がある。ボトムはライトネイビーのクォーターパンツ。